# 난로
난로(暖爐,영어: stove)는 나무, 석탄, 석유, 가스 따위의 연료를 때거나 전기를 이용하여 열을 내어 방 안의 온도를 올리는 난방장치이다.

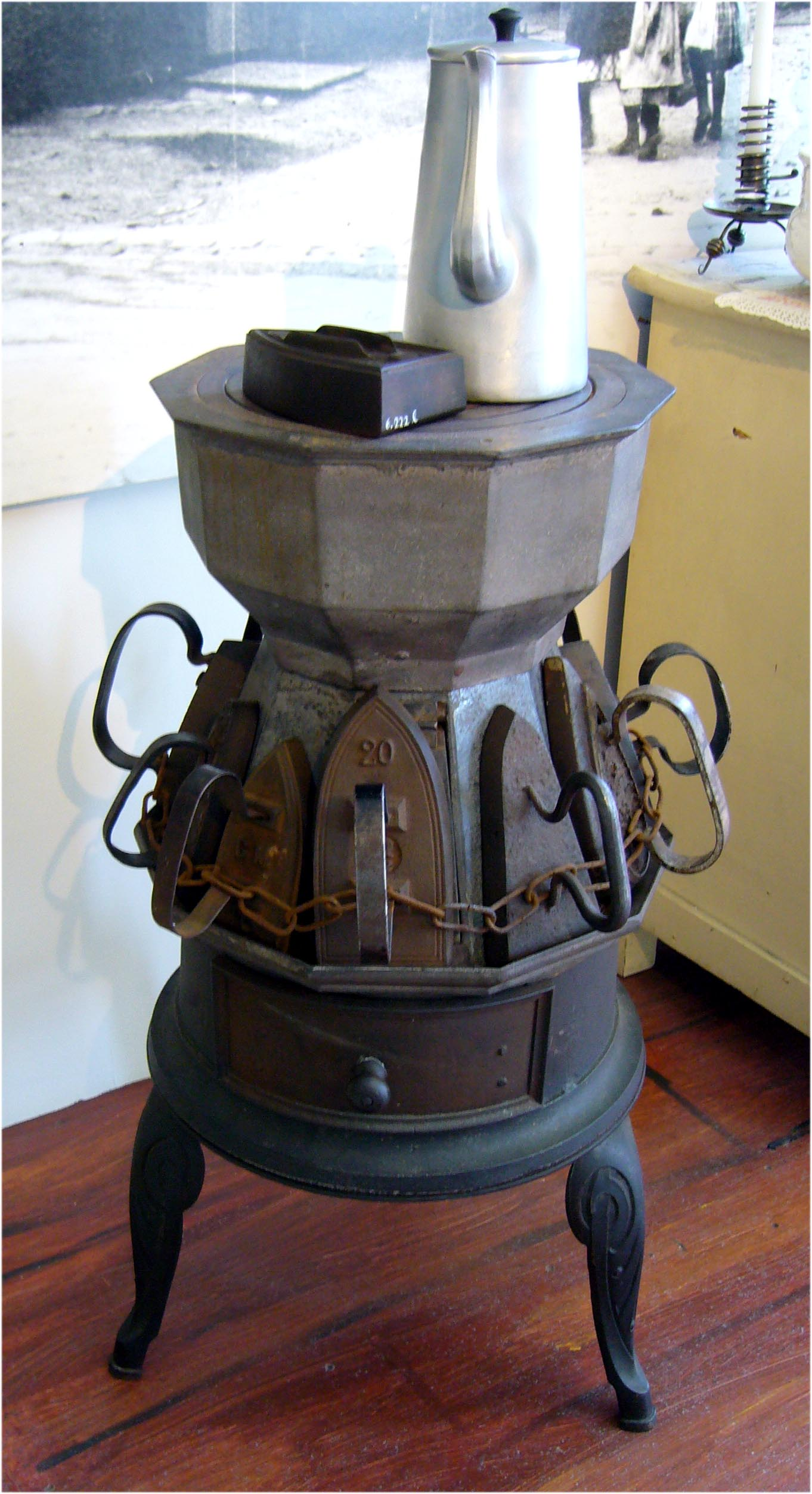
주철로 만든 난로

## 용어
영어로는 스토브(영어: stove /stoʊv/[*])라고 한다.
영어권에서 스토브는 난방 뿐만이 아니라 음식을 덥히거나 삶고 굽는 조리 장치와 같은 뜻으로 쓰이며, 특별히 조리 기구를 kitchen stove 로 구별해 부르기도 한다.

## 종류

### 연료
- 전기난로
- 연탄난로: 땔감을 연탄을 쓰는 난로
- 장작 난로: 땔감을 장작을 쓰는 난로
- 가스난로: 석탄 가스나 프로판가스 따위를 연료로 쓰는 난로
- 석유난로: 등유를 때서 방안을 따뜻하게 하는 난로

### 구조
- 벽난로: 벽에 붙여 아궁이를 만들고 굴뚝을 통해 연기가 나가도록 되어있는 난로
- 돌난로: 돌을 쌓아 만든 난로
- 드럼통 난로: 드럼통으로 만든 난로
- 손난로: 손만 따뜻하게 할 목적으로 만든 작은 난로
- 라디에이터: 증기나 전기를 쓰는 방열기

## 같이 보기
- 바닥밑 난방(en:Underfloor heating)
- 대류 난방기(en:Convection heater)
- 라디에이터
- 보일러
- 코타츠
- 이로리
- 벽난로
- 석유난로
- 전기난로
- 온돌
- 강
- 화로
- 하이포코스트
- 전기장판
- 중앙 난방